# Malý Salatín (Niżne Tatry)
Malý Salatín (pol. Mały Salatyn, 1444 m) – szczyt w zachodniej części Niżnych Tatr na Słowacji, w tzw. Grupie Salatynów (Salatíny). Od Salatína oddzielony jest przełęczą Sedlo pod Maľym Salatínom. Ma dwa niewybitne wierzchołki niemal tej samej wysokości, połączone równą, skalistą granią. Wierzchołek południowy jest zwornikiem dla dwóch grani; północno-zachodniej, którą prowadzi szlak turystyczny i północno-wschodniej nieudostępnionej turystycznie. Wschodnie stoki Małego Salatyna opadają do doliny Salatyńskiego potoku, zachodnie do wąwozu Hučiaky, będącego odnogą Doliny Ludrowskiej.
Masyw Małego Salatyna zbudowany jest z  triasowych wapieni i dolomitów. Podłoże wapienne powoduje, że górna część masywu jest bezwodna, woda wsiąka bowiem w porowate podłoże. Strumienie pojawiają się tylko okresowo po opadach deszczu. Stoki porasta las, ale w wielu miejscach, szczególnie w partiach szczytowych, występują interesujące formacje skalne, jak skalne ściany, turniczki, żlebki i formujące się u ich wylotów piargi, a także szereg niewielkich jaskiń.
Szczyt znajduje się w obrębie Parku Narodowego Niżne Tatry, ponadto masyw Salatyna i Małego Salatyna objęty jest dodatkowo ścisłą ochroną w granicach rezerwatu przyrody Salatín. Na wapiennych skałach i w obrębie muraw naskalnych bogata roślinność wapieniolubna. Z rzadkich roślin występują tutaj: sasanka słowacka, szarotka alpejska, jaskier górski, skalnica okrągłolistna, rzeżucha trójlistkowa, starzec cienisty.
Ze szczytu rozciąga się szeroka panorama widokowa. Oprócz Liptowa obejmuje Góry Choczańskie, Małą Fatrę, Wielką Fatrę, Orawę, Beskidy, Tatry i Niżne Tatry.

## Szlaki turystyczne
Ludrová – Sedlo pod Kohútom – Bohúňovo – Sedlo pod Maľym Salatínom – Malý Salatín – Salatín. Czas przejścia: 3:0 h, ↓ 3 h

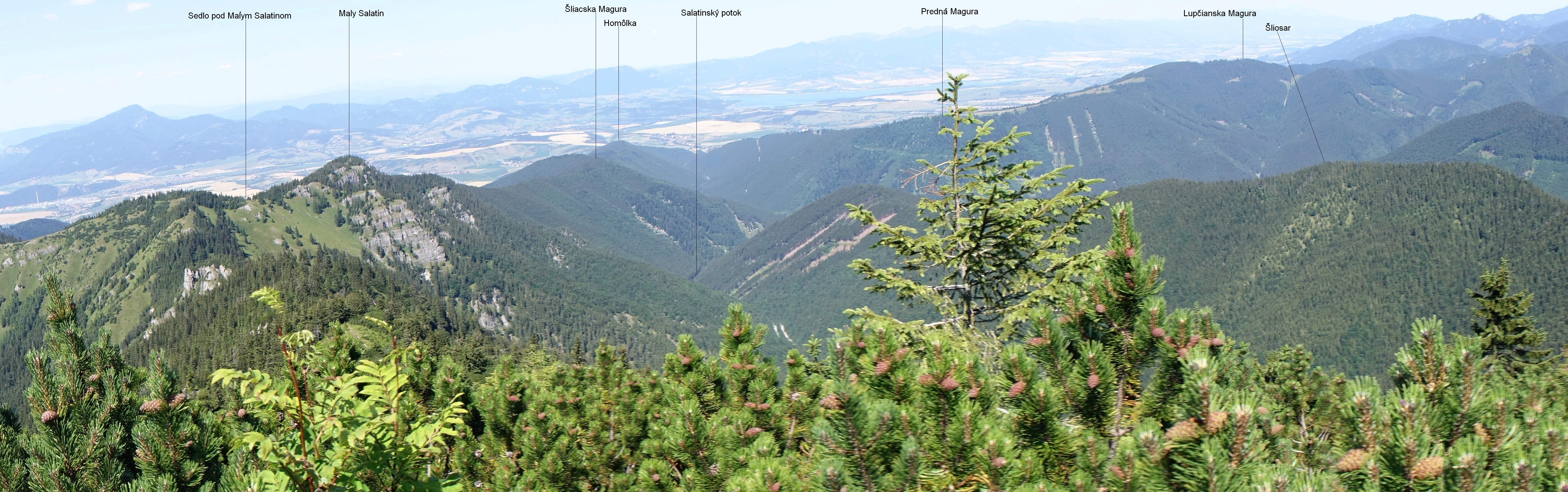
Widok z Salatína
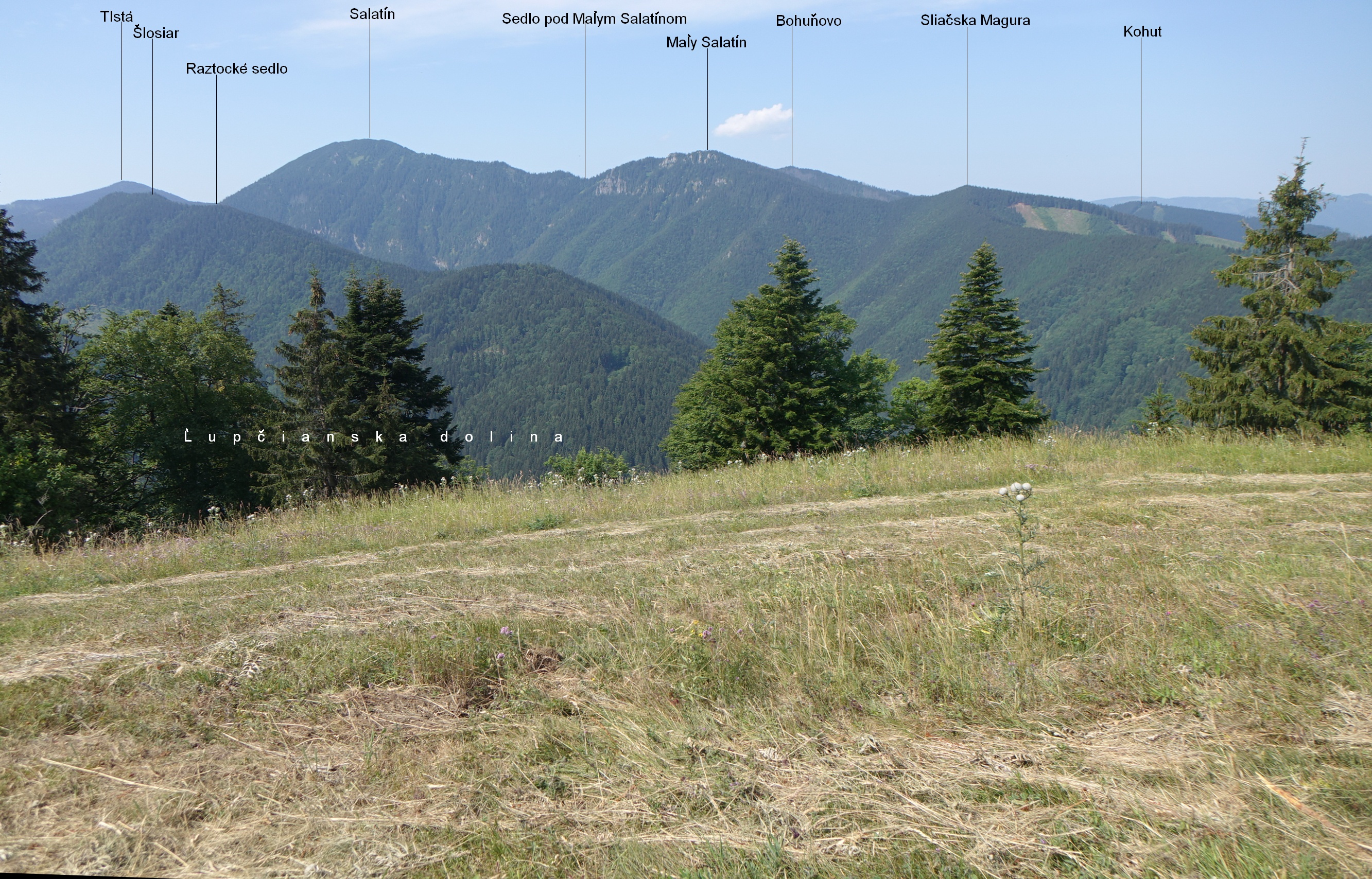
Widok ze szczytu Predná Magura